# 허지원
허지원(1987년 10월 11일 ~ )은 대한민국의 배우이다.

## 이력
2007년 연극배우 첫 데뷔하였다.

## 학력
- 선정고등학교 졸업
- 한국예술종합학교 연극원 연기과 졸업

## 작품 활동

### 영화
- 《대외비》(2023년) -  윤 검사 역
- 《인랑》(2018년) - 문서부 직원 역
- 《분장》(2017년) - 김민호 역
- 《일어서는 인간》(2016년) - 전호 역
- 《암살》(2015년) - 명우 역
- 《그 밤의 술맛》(2014년) - 최정찬 역
- 《기술자들》(2014년) - 심복 2 역
- 《리턴매치》(2014년) - 테니스강사 역
- 《신이 보낸 사람》(2014년) - 김신철 역
- 《이 별에 필요한》(2013년) - 우크렐레남 역
- 《예술수업》(2013년) - 삐에르 역

### 드라마
- 《KBS 드라마 스페셜 - 비밀》(KBS2, 2015년) - 한재민 역
- 《풍문으로 들었소》(SBS, 2015년)
- 《통 메모리즈》(다음 tv팟, 2016년) - 권두현 역
- 《최강 배달꾼》(KBS2, 2017년) - 민찬 역
- 《친애하는 판사님께》(SBS, 2018년) - 진욱태 역
- 《보이스 2》(OCN, 2018) - 곽민수 역
- 《드라마 스테이지 - 반야》(tvN, 2019년) - 대준 역
- 《이몽》 (MBC, 2019년) - 박혁 역
- 《포레스트》(KBS2, 2020년) - 차진우 역
- 《드라마 스테이지 - 덕구 이즈 백》(tvN, 2021년) - 김동형 역
- 《소방서 옆 경찰서》(SBS, 2022년) - 곽경준 역
- 《크래시》(ENA, 2024년) - 양재영 역